# Ärzteverein Hannover

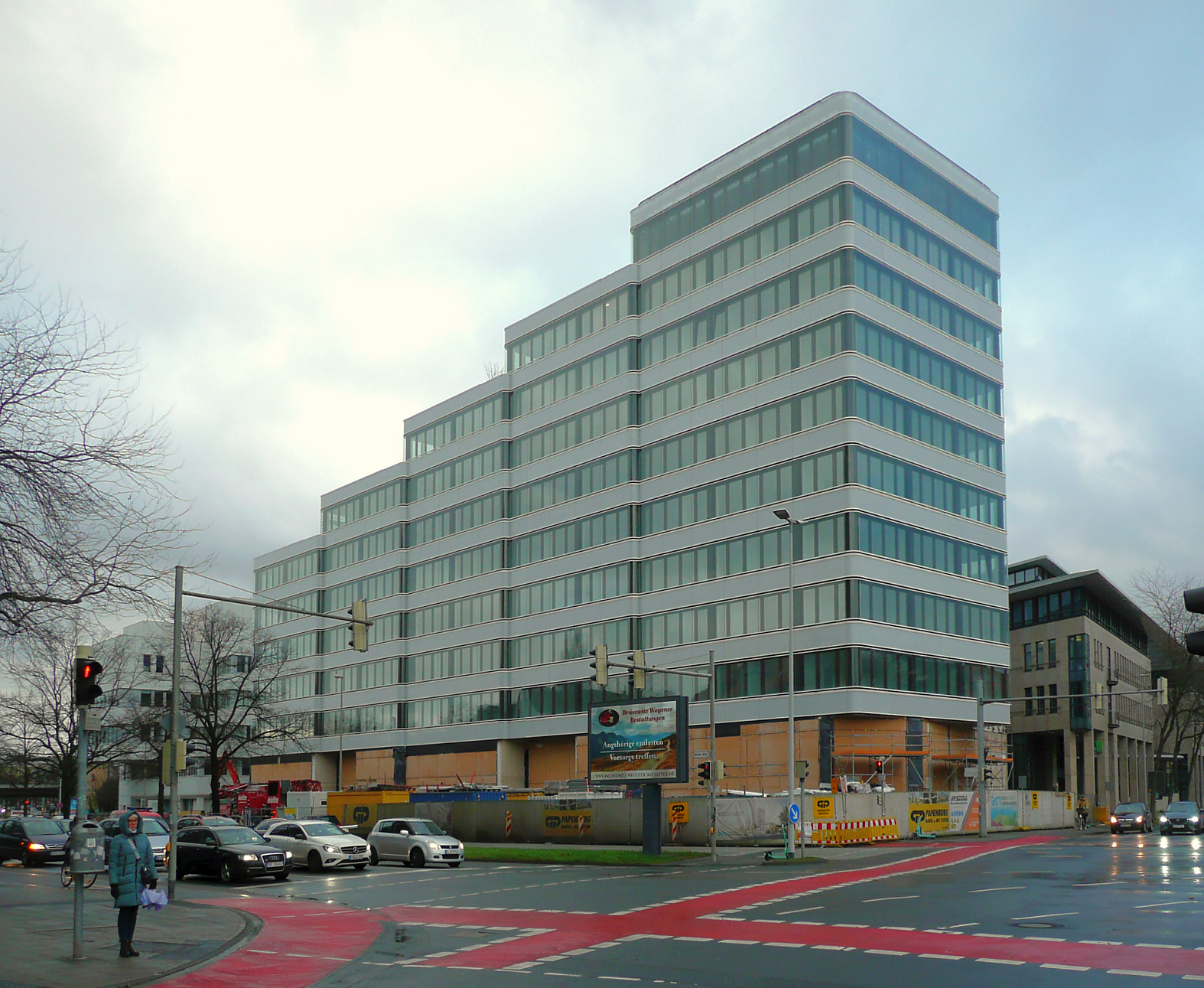
Sitz im Gebäude der Ärztekammer Niedersachsen an der Berliner Allee 20 in Hannover, 2023

Der Ärzteverein Hannover ist eine Einrichtung der Ärztekammer Niedersachsen. Standort der bald zwei Jahrhunderte in Hannover agierenden Organisation ist das Ärztehaus an der Berliner Allee 20.

## Geschichte
Noch vor Beginn der Industrialisierung des Königreich Hannover gründete der Arzt Louis Stromeyer am 14. Mai 1829 den Ärzteverein Hannover in der seinerzeitigen „Judengasse“, der späteren Ballhofstraße. Die Gründung war bewusst am Tag des sogenannten „Jennerfestes“ durch insgesamt 20 Gründungsmitglieder vorgenommen worden.
Obwohl der Vereinszweck bei der Gründung nicht näher definiert wurde;

„§ 1: Der Zweck des Vereins wird als bekannt vorausgesetzt ...“

blieb er bis in die jüngste Zeit im Wesentlichen der gleiche: Die Pflege der Kollegialität und der auf die Praxis bezogenen Fortbildung sowohl von Fachärzten wie auch von Allgemeinmedizinern durch gegenseitige Information insbesondere über diagnostische und therapeutische medizinische Fortschritte.
Schon im Adressbuch der Königlichen Residenzstadt Hannover für das Jahr 1841 war das Lesezimmer der Bibliothek im Vereinslokal erwähnt, die später in die Stadtbibliothek Hannover wechselte.
Der Standort der Geschäftsstelle des Ärztevereins Hannover wechselte im Verlauf seiner Geschichte häufig. Im Dezember 1967 zog sie in das neu errichtete Ärztehaus an der Berliner Allee.
1970 trug der Ärzteverein Hannover dem Gynäkologen Egon Fauvet den Ehrenvorsitz an.

## Hannover-Symposium
Unter den Veranstaltungen des Ärztevereins Hannover ragt das „Hannover-Symposium“ heraus, das seit 1967 erstmals und seit 1968 alljährlich gemeinsam mit der Medizinischen Hochschule Hannover (MHH) veranstaltet wird.

## Schriften
- Tradition und Transformation. Personelle und politische Kontinuitäten in der Medizin der Nachkriegszeit, Hrsg.: „Arbeitskreis Schicksale Jüdischer Ärzte in Hannover“, Ärzteverein Hannover, Bezirksstelle Hannover der Ärztekammer Niedersachsen, Hannover: Ärzteverein Hannover, 2014; Inhaltsverzeichnis